# Prázdný prodej
Prázdný prodej (často se používá i anglický termín naked short selling nebo naked shorting, v dokumentech EU se používá nekrytý krátký prodej) je jeden ze způsobů spekulace na pokles ceny nějaké komodity či cenného papíru. Investor předmět spekulace nevlastní, ani nezapůjčí, ale okamžitě jej prodá třetí straně. Za nějaký čas – nejpozději v době, kdy má předmět spekulace vydat tomu, komu jej prodal, – investor nakoupí nebo vypůjčí na trhu, aby mohl vypořádat obchody. Rozdíl cen v době prodeje třetí straně a v době zpětného nákupu je základem jeho zisku nebo ztráty. V případě, že cena mezi prodejem a zpětným nákupem výrazněji poklesla, je spekulace výhodná; zatímco v opačném případě investor zaznamená ztrátu. Prázdný prodej proto používají obchodníci, kteří spekulují na pokles cen (tzv. „medvědi“). V některých zemích je prázdný prodej zakázán.